# جيم براشاو
جيم براشاو (بالإنجليزية: Jim Bradshaw) هو لاعب كرة قدم أمريكية أمريكي، ولد في 13 يناير 1939 في ساينت كليرسفيل في الولايات المتحدة.

## وصلات خارجية
- جيم براشاو على موقع مرجع كرة القدم المحترفة.كوم (الإنجليزية)